# Slanke bamboehaai
De slanke bamboehaai (Chiloscyllium indicum) is een vis uit de familie van epaulethaaien en bamboehaaien (Hemiscylliidae), orde bakerhaaien (Orectolobiformes). De eerste wetenschappelijk geldige beschrijving (als Squalus indicum) is van Johann Friedrich Gmelin. De Nederlander Laurens Theodorus Gronovius beschreef deze soort eerder als Squalus colax, maar omdat hij geslachts-- en soortnaam op verschillende bladzijden publiceerde is deze (formeel geldige) naam genegeerd door Gmelin.

## Verspreiding en voeding
De soort is een bodembewonende zoetwaterhaai. Hij leeft op modderige of zanderige bodems van kustwateren, baaien, inhammen en rotsige koraalriffen. Het verspreidingsgebied is wat onzeker, maar strekt van de Arabische Zee tot Taiwan en de Salomonseilanden, mogelijk zelfs Japan en Korea. Mogelijk komt de soort ook verder stroomopwaarts in de benedenloop van de Perak-rivier van Maleisië voor.
Deze haaien leven vooral in de getijdenzone, soms in water dat hun lichaam maar nauwelijks bedekt. Ze worden echter ook in de bijvangst van trawlers in de ondiepe wateren ten oosten van Malakka aangetroffen. Een studie van de maaginhoud van deze bijvangst liet zien dat 29% uit cephalopoden (Loligo sp., Octopus sp.), 19% uit vis (teleosten), 19% uit crustaceeën (o.a. Penaeus) en de rest onder andere uit garnalen en wormen (Polychaeta) bestond. De structuur van hun darmstelsel bevestigt ook dat deze soort een carnivoor is.
Hoewel zij dus in zoet, brak of zout water aan te treffen zijn, is het niet duidelijk of zij oceanodroom zijn. Wel is bekend dat ze tot zo'n 90 meter diep gevonden kunnen worden.

## Vorm en voortplanting
De slanke bamboehaai is ovipaar en kan een maximumlengte bereiken van 65 cm.
De vis legt zijn eieren in paren in kleine ovale eierzakken op de bodem en aanvankelijk leeft het embryo geheel van zijn dooierzak. De volwassen vis eet vooral bodembewonende ongewervelde dieren, maar ook kleine visjes. Het lichaam is erg slank en heeft talrijke donkerbruine of zwarte vlekken, strepen en banden op een lichtbruine ondergrond. De haai heeft tussen 166 en 170 wervels.

## Visvangst en status
De slanke bamboehaai is voor de beroepsvisserij van aanzienlijk belang. De soort staat als gevoelig op de Rode Lijst van de IUCN.In India, Sri Lanka en Thailand wordt er op deze soort gevist. Er zijn geen beschermende maatregelen die de vangst beperken.

## Verwantschap
Een DNA-studie geeft aan dat C. indicum het nauwste aan C. plagiosum en C. punctatum verwant is en dat C. griseum en C. hasseltii een zusterclade daarvan vormt.